# Чжан'у (селище)
Чжан'у (кит. 彰武镇, пін. Zhāngwŭ Zhèn) — містечко у КНР, адміністративний центр однойменного повіту провінції Ляонін.

## Географія
Чжан'у розташовується на сході префектури Фусінь, лежить на річці Люхе.

### Клімат
Містечко знаходиться у зоні, котра характеризується вологим континентальним кліматом зі спекотним літом. Найтепліший місяць — липень із середньою температурою 25 °C (77 °F). Найхолодніший місяць — січень, із середньою температурою -11.7 °С (11 °F).
| Клімат Чжан'у           | Клімат Чжан'у | Клімат Чжан'у | Клімат Чжан'у | Клімат Чжан'у | Клімат Чжан'у | Клімат Чжан'у | Клімат Чжан'у | Клімат Чжан'у | Клімат Чжан'у | Клімат Чжан'у | Клімат Чжан'у | Клімат Чжан'у | Клімат Чжан'у |
| Показник                | Січ.          | Лют.          | Бер.          | Квіт.         | Трав.         | Черв.         | Лип.          | Серп.         | Вер.          | Жовт.         | Лист.         | Груд.         | Рік           |
| Абсолютний максимум, °C | 5             | 12            | 20            | 30            | 33            | 35            | 36            | 33            | 31            | 27            | 17            | 10            | 36            |
| Середній максимум, °C   | −5            | 0             | 6             | 15            | 23            | 28            | 30            | 28            | 23            | 16            | 5             | −2            | 13            |
| Середня температура, °C | −12           | −6            | 0             | 8             | 16            | 21            | 25            | 23            | 17            | 9             | 0             | −7            | 7             |
| Середній мінімум, °C    | −17           | −13           | −6            | 2             | 9             | 15            | 20            | 18            | 12            | 3             | −6            | −13           | 2             |
| Абсолютний мінімум, °C  | −26           | −27           | −23           | −10           | 1             | 7             | 16            | 11            | 0             | −8            | −25           | −27           | −27           |
| Норма опадів, мм        | 0             | 0             | 0             | 20            | 20            | 70            | 110           | 170           | 50            | 20            | 10            | 0             | 520           |
| Днів з дощем            | 1             | 1             | 1             | 3             | 4             | 7             | 10            | 12            | 6             | 3             | 2             | 1             | 57            |
| Вологість повітря, %    | 55            | 51            | 47            | 50            | 49            | 63            | 77            | 77            | 68            | 61            | 58            | 57            | 59            |
| ----------------------- | ------------- | ------------- | ------------- | ------------- | ------------- | ------------- | ------------- | ------------- | ------------- | ------------- | ------------- | ------------- | ------------- |
| Джерело: Weatherbase    |               |               |               |               |               |               |               |               |               |               |               |               |               |